# Uzus językowy
Uzus językowy (od łac. usus „zwyczaj, praktyka”) – rzeczywisty stan w użyciu danego języka, pewnej odmiany językowej lub pewnego stylu. Pod pojęciem uzusu można rozumieć sposób użycia języka w danym środowisku (rodzina, zespół pracowniczy, instytucja, wydawnictwo itp.), sposób użycia jakiejś odmiany języka (np. języka literackiego), a według niektórych ujęć również zachowania językowe pojedynczej osoby (idiolekt).
Do uzusu należą te środki językowe, które rzeczywiście istnieją w obiegu społecznym, a także przyjęte sposoby ich łączenia, niezależnie od proponowanej oceny poszczególnych elementów (według kryteriów takich jak systemowość i regularność). Dane nt. uzusu można zbierać przy użyciu korpusów językowych. Uzus tworzy nie tylko oparcie dla normy językowej, ale stanowi również samodzielny przedmiot badań w językoznawstwie korpusowym. Może mieć charakter społeczny lub jednostkowy.

## Definicja i podział uzusu
Szczegóły definicji uzusu różnią się w zależności od autora. Według jednego z ujęć uzus można utożsamiać z pojęciem praktyki językowej. Czasem może dotyczyć wręcz cech jednostkowych. Według propozycji Andrzeja Markowskiego uzus obejmuje składniki językowe (wyrazy i sposoby ich łączenia), które są rozpowszechnione w pewnym środowisku lub w pewnym typie tekstów, niezależnie od tego, czy zyskały ogólną aprobatę. Uzus zawiera zatem wszelkie elementy występujące obiegowo, w tym takie, które nie są akceptowane przez wszystkich członków społeczności i nie zostały skodyfikowane w obrębie normy.
Aleksander Wilkoń wyróżnia uzus jednostkowy oraz uzus społeczny, będący przedmiotem zainteresowania socjolingwistyki. Samo pojęcie uzusu definiuje w sposób ogólny jako: „użycie i funkcjonowanie danej formy w danym zespole tekstów i w danym środowisku”. Uzus jako „przyjęty w danej społeczności sposób posługiwania się systemem językowym, jego jednostkami i regułami ich łączenia” to inaczej „zwyczaj językowy”.
Można wyróżnić różne typy uzusu, m.in. indywidualny, grupowy, regionalny i ogólnonarodowy (na podstawie zasięgu), a także uzus literacki i uzus nieliteracki. Uzus literacki jest związany z przestrzeganiem normy języka literackiego i jego kodyfikacji, uzus nieliteracki zaś dotyczy nieliterackich form języka (np. gwar i slangów). W zależności od rozpatrywanej odmiany języka mówi się np. o uzusie stylu urzędowego, uzusie gwar zawodowych czy uzusie dialektu (odmiany nieliterackiej).
Termin „uzus” odegrał istotną rolę w teoriach Ottona Jespersena i Louisa Hjelmsleva.

## Uzus a norma
W zestawieniu z normą językową uzus można traktować jako praktyczną formę realizacji normy. Uzus w dużym stopniu odzwierciedla kształt normy językowej (znaczna część środków uzualnych pozostaje z nią w zgodzie), przy czym w uzusie pojawiają się także środki krytykowane lub niebędące realizacjami jednostek systemowych. Zadomowienie pewnych elementów w uzusie prowadzi ostatecznie do włączenia ich w ramy normy językowej. Przykładowo istniejące w języku polskim wyrazy i wyrażenia „lata pięćdziesiąte”, „listonosz” i „wywiad z kimś” utrwaliły się jako formy wzorcowe, mimo początkowej krytyki poprawnościowej. W przypadku dialektów (odmian nieliterackich) pojęcie normy językowej jest bliskie pojęciu uzusu.
Niektóre środki językowe wchodzące do uzusu mają charakter efemeryczny (są np. związane z sytuacją społeczną kraju lub stanowią przejaw mody językowej); takie elementy rzadko kiedy stają się częścią normy językowej.
Uzus jest rozpatrywany jako jedno z kryteriów tzw. poprawności językowej. Za kluczowy może być uznawany w szczególności uzus wykształconych użytkowników języka lub uzus wspólny różnym środowiskom. Uzus stanowi podstawę dla kodyfikacji języka ogólnopolskiego – jeśli pewne elementy językowe, początkowo występujące poza normę, staną się szeroko rozpowszechnione (najlepiej: przez dłuższy okres, w różnych środowiskach, w mowie i piśmie), a tym samym wejdą do powszechnej praktyki językowej, to zyskają one aprobatę w obrębie normy użytkowej (uzualnej), skąd po jakimś czasie mogą przejść do warstwy wzorcowej. To uzus winien wyznaczać warunki właściwego użycia języka.
Uzus nie jest w pełni równoznaczny z normą uzualną (użytkową), która z zasady obejmuje węższy zakres środków językowych, choć część badaczy traktuje te pojęcia jako tożsame. W języku polskim formy takie jak wziąść, koniami, [wyrwać] zęba stoją na pograniczu normy użytkowej języka ogólnego i zjawisk nienormatywnych.